# Michael Čtveráček
Michael Čtveráček (*23. srpna 1971 Frýdlant) je český krajinářský fotograf.

## Život a dílo
Michael Čtveráček pochází z rodiny libereckého fotografa Karla Čtveráčka a i jeho starší bratr Karel je fotograf a dokumentarista. Vystudoval v letech 1989–1994 Vysokou škola strojní a textilní (VŠST, dnes Technická univerzita) v Liberci a poté v letech 1997–2003 Katedru fotografie (prof. Štěpán Grygar) na FAMU (MgA.). V roce 2002 na stáži v Lahti Institute of Design.
V Letech 2003–2008 produkoval výstavy katedry fotografie FAMU, do roku 2012 vedoucí GAMU. Od roku 2009 působí jako dokumentátor (fotograf) Národního památkového ústavu, územního odborného pracoviště v Liberci a grafik časopisu Fontes Nissae. Před tím v letech 2006–2014 fotoeditor Souvislostí.

## Cykly
Cyklus neKLID představuje nemanipulované fotografie reálného krajinného prostředí sněhových a ledových seskupení, které zde tvoří obrazové výseky, poseté mnoha čarami, zářezy, vrypy, tečkami, šrámy, pavučinami atd… Neklidné bílé obrazce na černém pozadí či barevně obrácené evokují nebeskou oblohu či abstraktní krajinu. Vtahují nás tak do snové hry na vytvoření vlastní krajiny, do níž můžeme vtělovat své představy. Divákovi tak ponechává dostatečný volný prostor pro jeho vlastní invenci, kterou může v jednotlivých obrazech rozehrát.
Vytyčuje hranice, za které zve své diváky. Michael Čtveráček o svém cyklu říká:
„Nejdřív jsem ty hranice vytyčil, divák je překročí a dostane se do světa imaginace,“ Soubor blízce souvisí s fotografickým cyklem Hranice krajiny (2002).
Dlouhodobě spolupracuje s kulturním časopisem Souvislosti, pro který vytváří výtvarně pojaté řady černobílých fotografií v rámci specifického obrazového útvaru předělových stran.